# Tricholome doré
Tricholoma auratum
Espèce
Tricholoma auratum, le Tricholome doré est une espèce de champignons basidiomycètes du genre Tricholoma dans la famille des Tricholomatacées.
Souvent considérée comme synonyme de Tricholoma equestre et d'ailleurs classée comme telle dans l'Index Fungorum, il s'agit, notamment selon André Marchand d'une espèce distincte, plus trapue, moins jaune, plus dépendante des sols siliceux et des conifères. Un tableau comparatif des deux espèces a été dressé par la Société Linnéenne de Bordeaux.

## Comestibilité
Ce champignon est reconnu comme toxique depuis 2001. Il peut être mortel en cas de surconsommation, provoquant une rhabdomyolyse.